# Daniel Wilczak
Daniel Bogusław Wilczak – polski matematyk, doktor habilitowany nauk matematycznych. Specjalizuje się w ścisłych metodach numerycznych oraz układach dynamicznych. Adiunkt Katedry Matematyki Obliczeniowej Instytutu Informatyki i Matematyki Komputerowej Wydziału Matematyki i Informatyki Uniwersytetu Jagiellońskiego.

## Życiorys zawodowy
Matematykę teoretyczną ukończył na Uniwersytecie Jagiellońskim w 1999. Stopień doktorski uzyskał w 2003 na podstawie pracy pt. Metoda relacji nakrywających w ścisłej analizie numerycznej równań różniczkowych, przygotowanej pod kierunkiem prof. Mariana Mrozka. Staż podoktorski (2008–2009) odbył na uniwersytecie w norweskim Bergen. Jako visiting researcher pracował także na szwedzkim Uniwersytecie w Uppsali (2009–2010). Habilitował się w 2011 na podstawie oceny dorobku naukowego i rozprawy pod tytułem O komputerowo wspieranych dowodach dla równań różniczkowych zwyczajnych. Poza Uniwersytetem Jagiellońskim pracuje także w Wyższej Szkole Biznesu – National-Louis University w Nowym Sączu (od 2011 jako profesor nadzwyczajny). Od 2024 dyrektor Instytutu Informatyki i Matematyki Komputerowej UJ.
Swoje prace publikował w takich czasopismach jak m.in. „Applied Mathematics and Computation”, „SIAM Journal on Applied Dynamical Systems” „Foundations of Computational Mathematics”, „Nonlinearity", „Schedae Informaticae" oraz „Topological Methods in Nonlinear Analysis”.